# 美国海地问题特使
美国海地问题特使是美国国务院在若弗内尔·莫伊兹遇刺案后设立的一个外交职位。特使将协调海地和美国之间的關係，以促进海地的和平与稳定。  
首任特使是丹尼尔·刘易斯·富特 ，他于2021年7月至2021年9月任职。